# Municipio de Nashville (Misuri)
El municipio de Nashville (en inglés: Nashville Township) es un municipio ubicado en el condado de Barton en el estado estadounidense de Misuri. En el año 2010 tenía una población de 390 habitantes y una densidad poblacional de 3,1 personas por km².

## Geografía
El municipio de Nashville se encuentra ubicado en las coordenadas 37°24′59″N 94°26′44″O / 37.41639, -94.44556. Según la Oficina del Censo de los Estados Unidos, el municipio tiene una superficie total de 125.88 km², de la cual 125,08 km² corresponden a tierra firme y (0,64 %) 0,81 km² es agua.

## Demografía
Según el censo de 2010, había 390 personas residiendo en el municipio de Nashville. La densidad de población era de 3,1 hab./km². De los 390 habitantes, el municipio de Nashville estaba compuesto por el 95,9 % blancos, el 0,26 % eran afroamericanos, el 0,77 % eran amerindios, el 0,77 % eran de otras razas y el 2,31 % eran de una mezcla de razas. Del total de la población el 3,59 % eran hispanos o latinos de cualquier raza.